# Peter Nielsen
Peter Nielsen (Koppenhága, 1968. június 3. –) Európa-bajnok dán válogatott labdarúgó.

## Pályafutása

### Klubcsapatban
1987-ben a Fremad Amager csapatában kezdett futballozni, ahol két évet töltött. 1989 és 1992 között a Lyngby együttesében játszott, melynek tagjaként 1990-ben pedig megnyerte a dán labdarúgókupát, 1992-ben pedig bajnoki címet szerzett. 1992-től 1996-ig a Borussia Mönchengladbachot erősítette Németországban és 1995-ben megnyerte a német kupát. 1996 és 1999 között a København játékosa volt. 1999 és 2002 között ismét a Borussia Mönchengladbachban szerepelt. 2002 és 2004 között a København labdarúgója volt, melynek színeiben két alkalommal (2003, 2004) nyerte meg a dán bajnokságot. 

### A válogatottban
1992 és 2002 között 10 alkalommal szerepelt a dán válogatottban és 1 gólt szerzett. Tagja volt az 1992-es Európa-bajnokságon győztes válogatott keretének.

## Sikerei, díjai
Lyngby BK
- Dán bajnok (1): 1991–92
- Dán kupagyőztes (1): 1989–90

Borussia Mönchengladbach
- Német kupagyőztes (1): 1994–95

Lyngby BK
- Dán bajnok (2): 2002–03, 2003–04
- Dán kupagyőztes (1): 1996–97
- Dán szuperkupagyőztes (1): 2004

Dánia
- Európa-bajnok (1): 1992